# Dallara
Pour les articles homonymes, voir Dallara (homonymie).
Dallara Automobili est un constructeur italien de voitures de course et de route fondé en 1972 près de Parme en Italie par Gian Paolo Dallara. Dallara a conçu des monoplaces de Formule 3, Formule 3000, Formule 1, ainsi que des voitures de type Sport-prototypes. Désormais, Dallara est le fournisseur exclusif des championnats World Series by Renault, Formule 2, de l'IndyCar Series et fournit la majeure partie du plateau des différents championnats de Formule 3. Dallara était le constructeur des monoplaces de Formule 1 engagées par l'écurie Hispania Racing F1 Team en 2010 et le constructeur des monoplaces Haas F1 Team depuis 2016.
Aldo Costa en est l'actuel directeur technique.
En 2017, Dallara lance sa première voiture de route, la Dallara Stradale.

## Historique

### Les débuts
Gian Paolo Dallara est né le 16 novembre 1936 à Parme (Italie). Il est sorti major de sa promotion au Politecnico de Milan avec un diplôme d'ingénieur aéronautique. Il commence sa carrière dès 1959 chez Ferrari puis il s'en va chez Maserati deux ans plus tard. Il en est débauché en 1963 par Ferrucio Lamborghini pour construire ses voitures de sport en tant qu'ingénieur en chef de la marque. Avec Paolo Stanzani, il est à l'origine de la création de la Miura. Frustré de ne pas y construire des autos de compétition, en 1968, il rejoint De Tomaso en tant que directeur technique pour construire les châssis de Formule 2 et Formule 1 de l'italo-argentin. En 1972, il fonde Dallara Automobili qui développe des autos de compétition monoplaces, sport-protos et CanAm pour Williams, Lancia, Toyota, Ferrari...
Dallara a aussi été chargé de l'homologation routière des motos Honda XR 650R.

## Présence actuelle dans les compétitions

### Formule 1

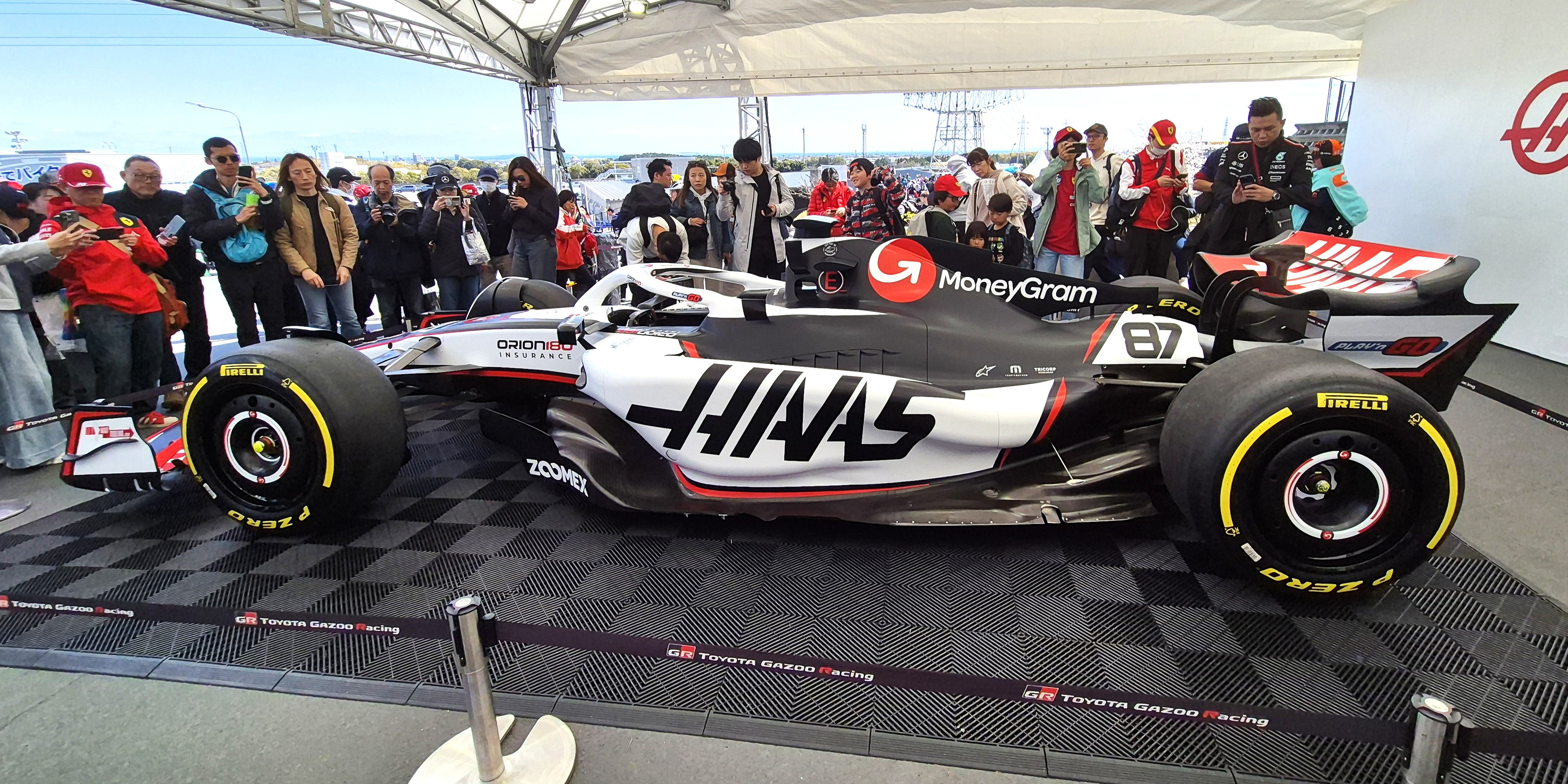
Exposition d'un modèle de Haas VF-25 lors du GP du Japon 2025.

Le constructeur italien fournit le châssis et des pièces à Haas F1 Team depuis son arrivée dans la catégorie reine début 2016. La participation de Dallara est autrement importante et décisive que ce qu'elle a pu être par le passé avec des écuries telles que HRT ou Midland : la Haas F1 de Gene Haas est ainsi une monoplace conçue par Dallara sur laquelle viennent se greffer motorisation, boîte et pièces fournies par Ferrari dans la limite autorisée par la réglementation technique.

### Formule 2
Dallara, en partenariat avec Mecachrome chargé du groupe moteur, est le manufacturier unique de la discipline depuis son retour en 2017.
Pour la première saison, en 2017, elle met à disposition la monoplace du championnat défunt GP2 series, une Dallara GP2-11 propulsée par un moteur V8 Mecachrome-Renault. De 2017 à 2023 elle propose une Dallara F2-18, notamment équipée du halo, puis, depuis 2024, une Dallara F2-24.

### Formule 3

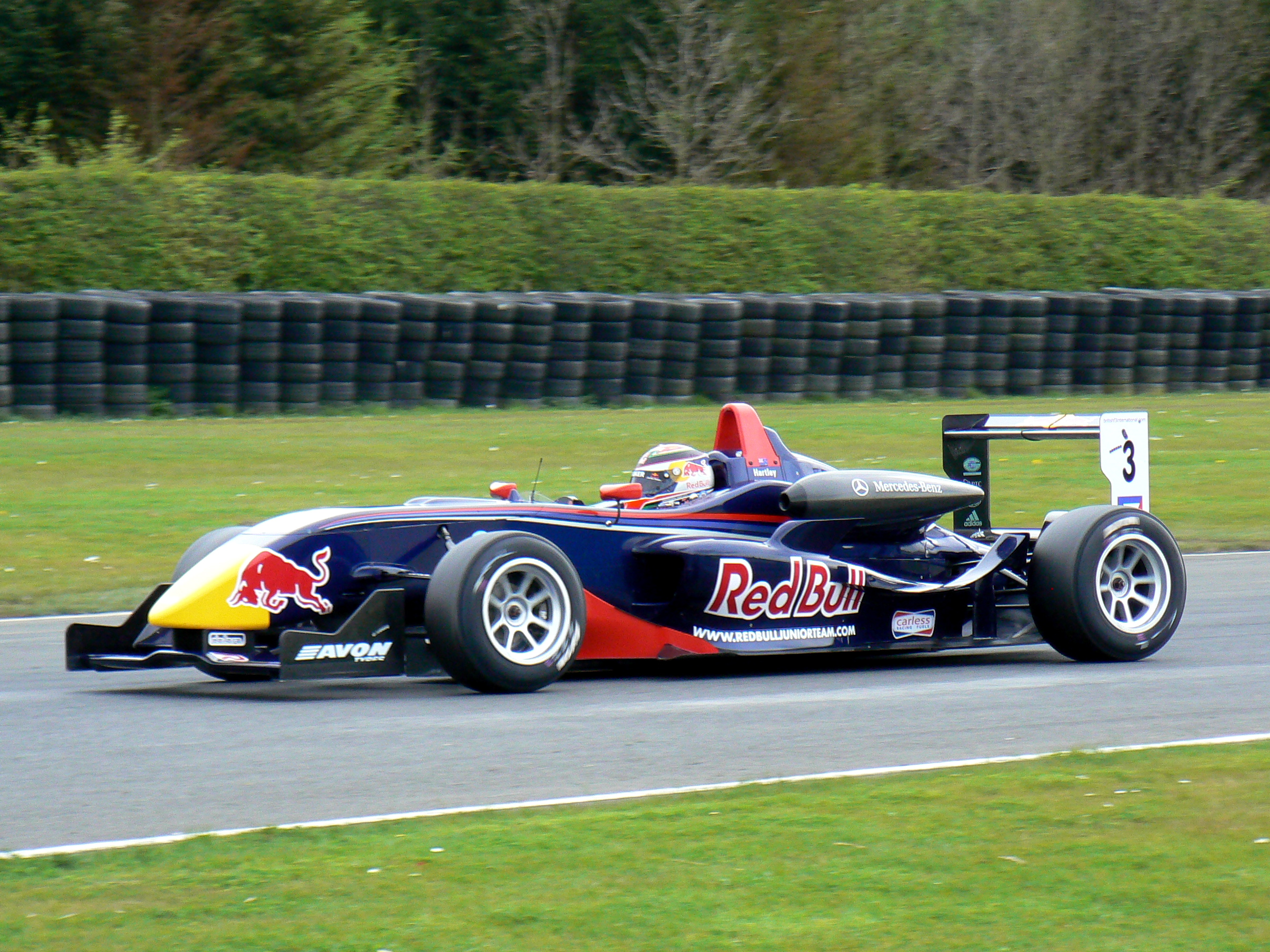
Une Dallara F3 de l'équipe Carlin (2008)

Dallara, en partenariat avec Mecachrome chargé du groupe moteur, est le manufacturier unique de la discipline depuis sa refonte en 2019. De 2019 à 2024 l'entreprise propose la Dallara F3-19, remplacée en 2025 par la Dallara F3-25 respectant les évolutions introduites l'année précédente.

### IndyCar Series et NXT

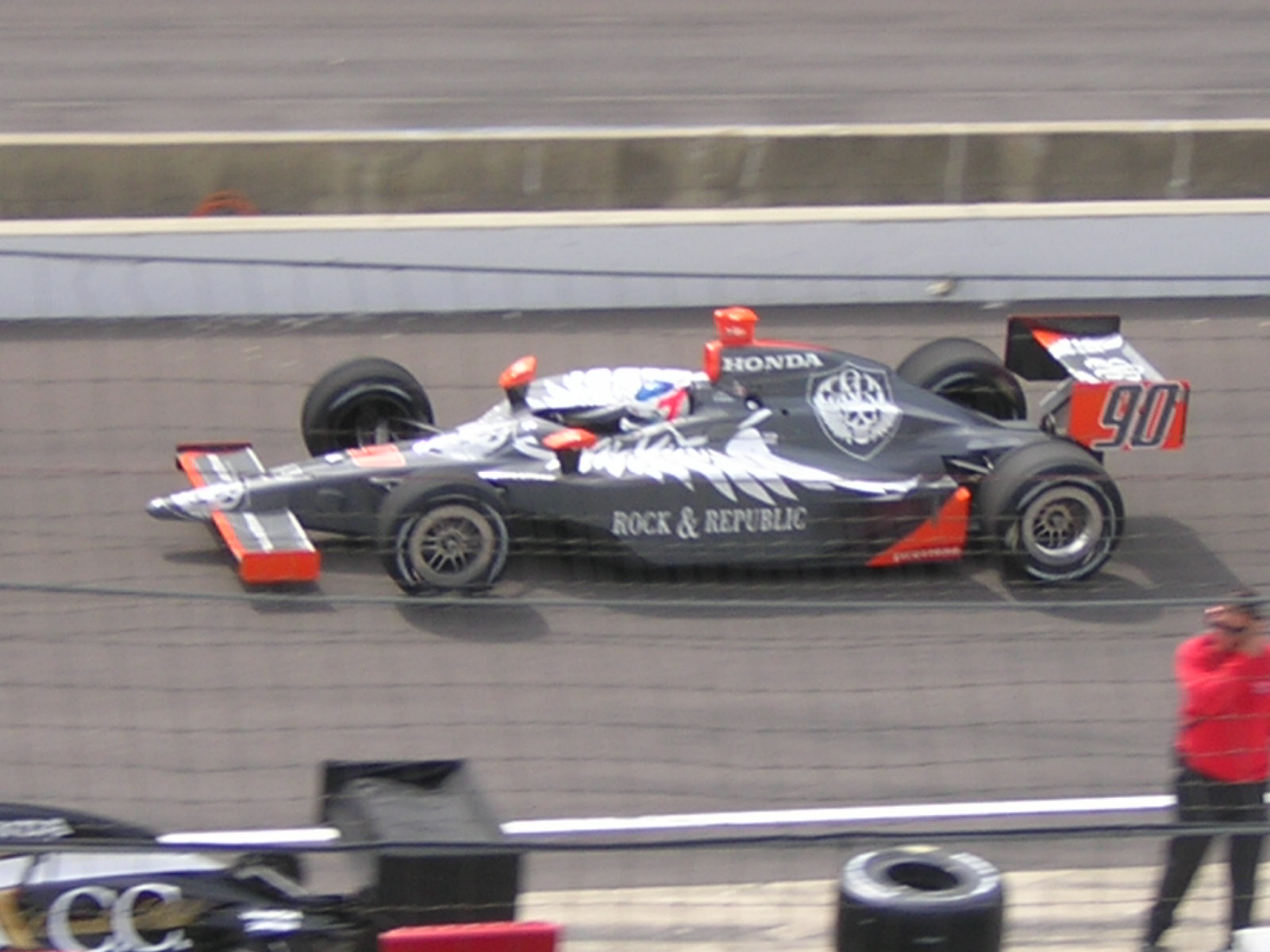
Townsend Bell aux essais des 500 miles d'Indianapolis (2006).

Pendant plusieurs années, Dallara a construit des châssis pour certaines équipes d'IndyCar Series et a obtenu au fil du temps  une situation de monopole dans le championnat américain.
Depuis la saison 2012, Dallara est l'unique constructeur de châssis. À cette occasion, elle sort une nouvelle voiture, à la sécurité augmentée, la Dallara DW12 (en), dont le nom rend hommage à Dan Wheldon, qui l'a développée, mort en course à la fin de la saison 2011. Une nouvelle version du châssis unique est produite à partir de 2018.
Dallara fabrique aussi les châssis pour l'IndyCar NXT.

### Super Formula et Lights
Depuis 2014, Dallara fabrique tous les châssis du championnat japonais de Super Formula.
Trois versions se sont succédé :
- 2014-2018 : SF14 ;
- 2019-2022 : SF19 ;
- depuis 2023 : SF23.

Dallara fabrique aussi le châssis Dallara 320 de la Super Formula Lights, la catégorie inférieure de la Super Formula.

### Sport-prototypes

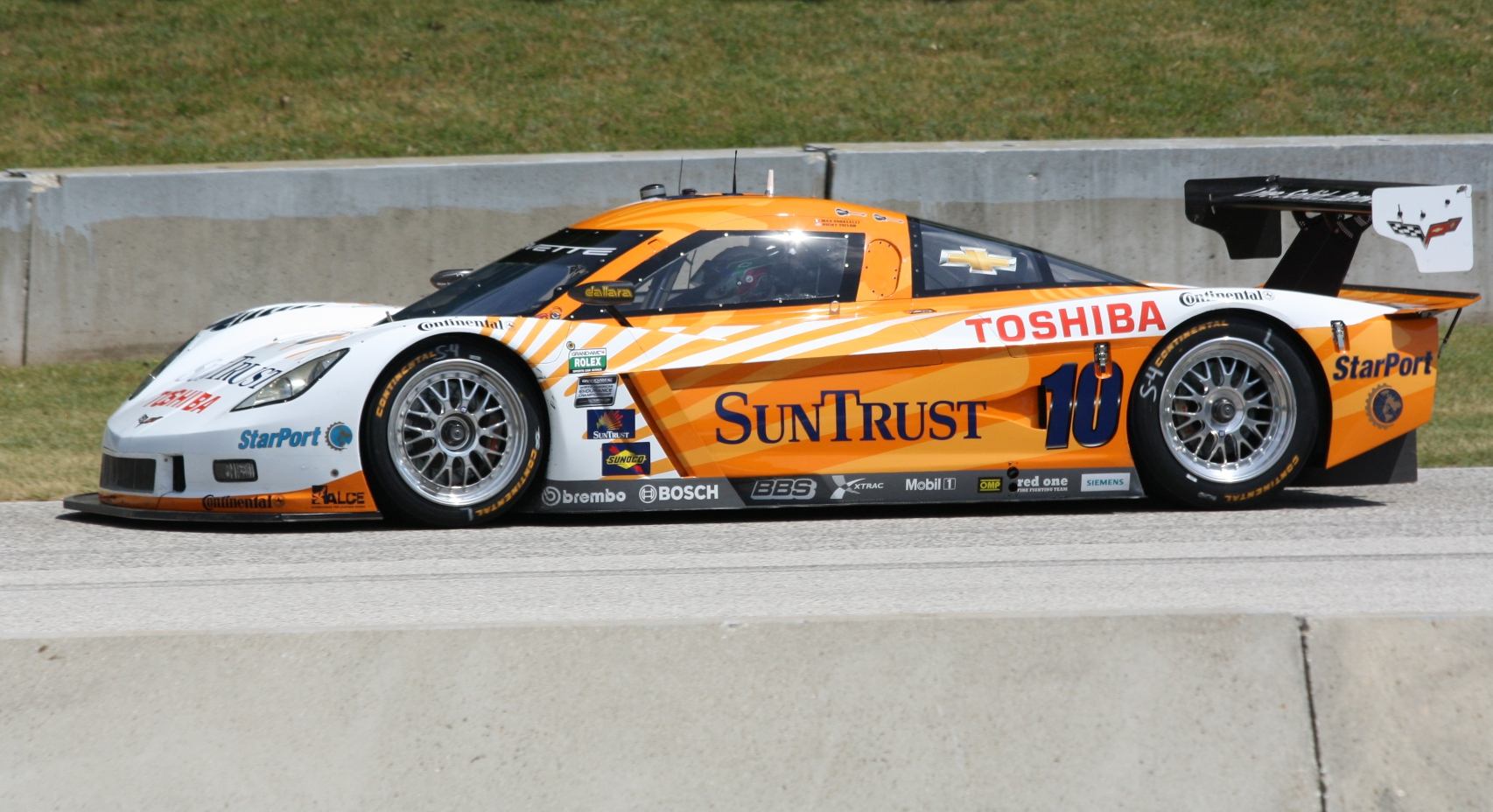
Dallara DP10 (2012).

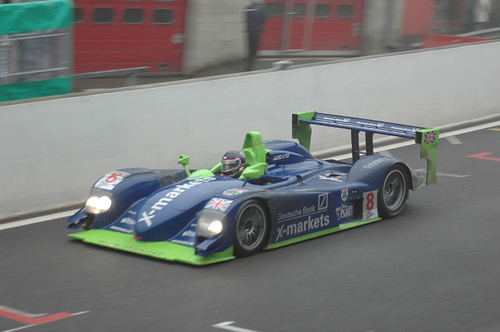
Une Dallara SP1 aux 1 000 kilomètres de Spa 2005.

Au début des années 1980, Dallara conçoit le prototype Lancia LC1 pour le Groupe 6 puis la Lancia LC2 homologuée pour le FIA Groupe C.
En 1993, Dallara se relance dans la réalisation de prototypes ; ainsi naît la Ferrari 333 SP, réalisée pour le nouveau règlement de l'International Motor Sports Association (IMSA). La 333 SP fabriquée chez Michelotto, remporte un grand nombre de courses en Amérique du Nord et en Europe. 
Ferrari a également mandaté Dallara pour développer la version course de la Ferrari F50 financée par le pilote français Fabien Giroix ; le projet est annulé avant sa sortie, en 1998 et la F50 GT ne fut jamais engagée en compétition.
La société obtient par la suite d'autres contrats et construit des châssis pour Toyota avec la GT-One, Audi avec diverses conceptions de la R8, et Chrysler. Plus tard, la Chrysler LMP devient la voiture client de Dallara disponible pour les privés, connue sous le nom de Dallara SP1. Ce châssis sert également de test pour le retour, avorté, de Nissan aux 24 Heures du Mans. Toutes ces voitures sont compétitives dans les courses de prototypes, l'Audi R8 devenant notamment le châssis le plus performant des années 2000 aux 24 Heures du Mans et en American Le Mans Series.
En mars 2008, la première Dallara Daytona Prototype est construite en collaboration avec Doran pour l'équipe SunTrust Racing.
En 2015, Dallara est retenu pour être l'un des quatre constructeurs pour le nouveau règlement des classes LMP2 et DPi lancées en 2017. Dallara conçoit la P217.

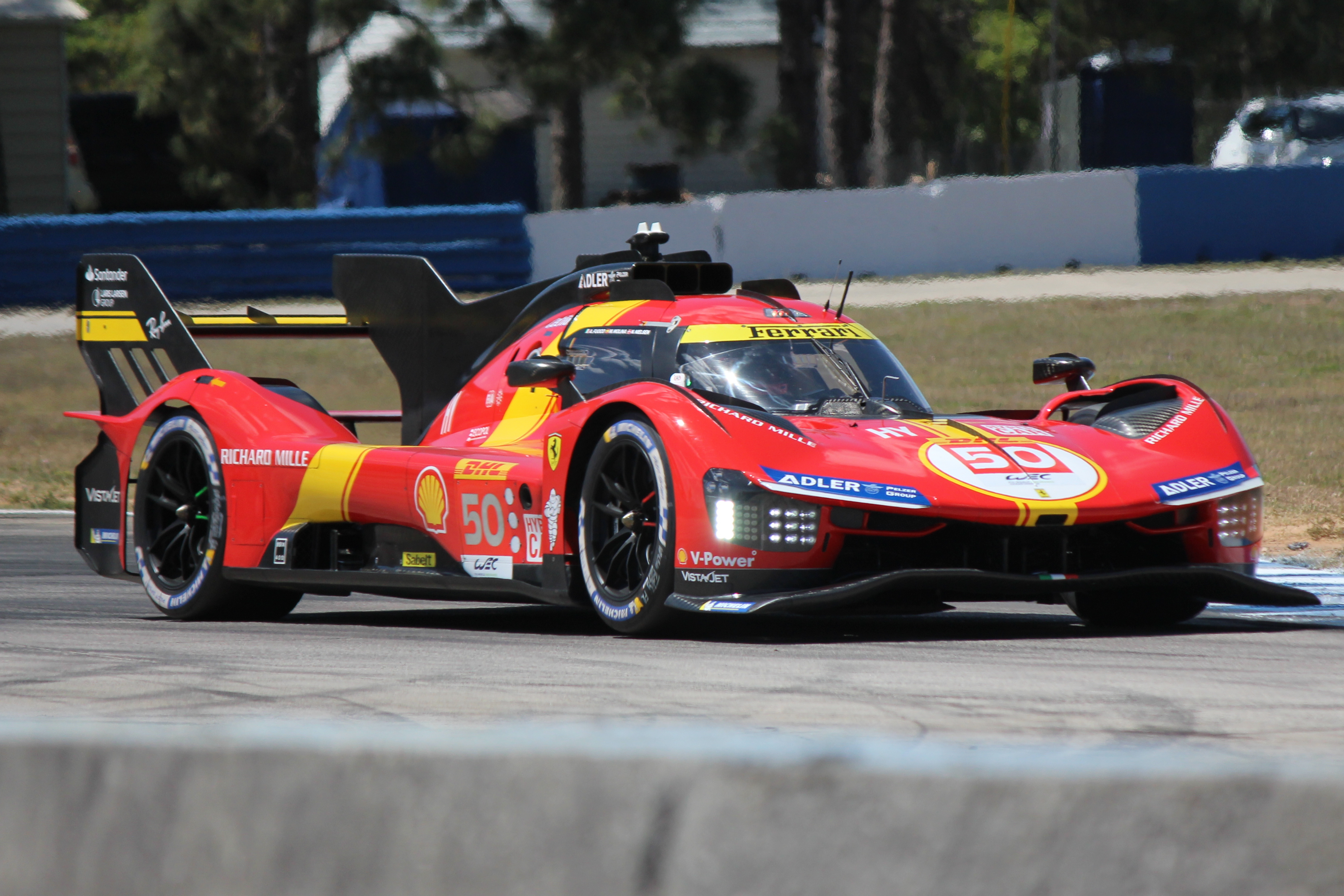
Une Ferrari 499P lors des 1 000 Miles de Sebring 2023.

En 2016, un accord est signé entre Boris Rotenberg, le président de BR Engineering et Andrea Pontremoli, le PDG de la société Dallara, pour le développement d'une LMP1 en vue d'un engagement pour le championnat du monde d'endurance FIA 2018-2019 par le SMP Racing. La BR1 est présentée le 17 novembre 2017 lors de la manche de Bahreïn.
En 2023, Dallara construit les châssis des Cadillac V-Series.R et des BMW M Hybrid V8, conforme à la réglementation LMdH et Le Mans Hypercar. La firme construit également les châssis des Hypercars Ferrari 499P. Dallara construira la nouvelle Hypercar McLaren qui débutera en championnat du monde d'endurance FIA (WEC) en 2027.

### iRacing
Le 4 décembre 2020 Dallara présente la iR-01, une monoplace développée pour iRacing.

## Anciennes compétitions
L'entreprise Dallara s'est engagée dans de nombreuses compétitions au cours de son histoire.

### Formule 1

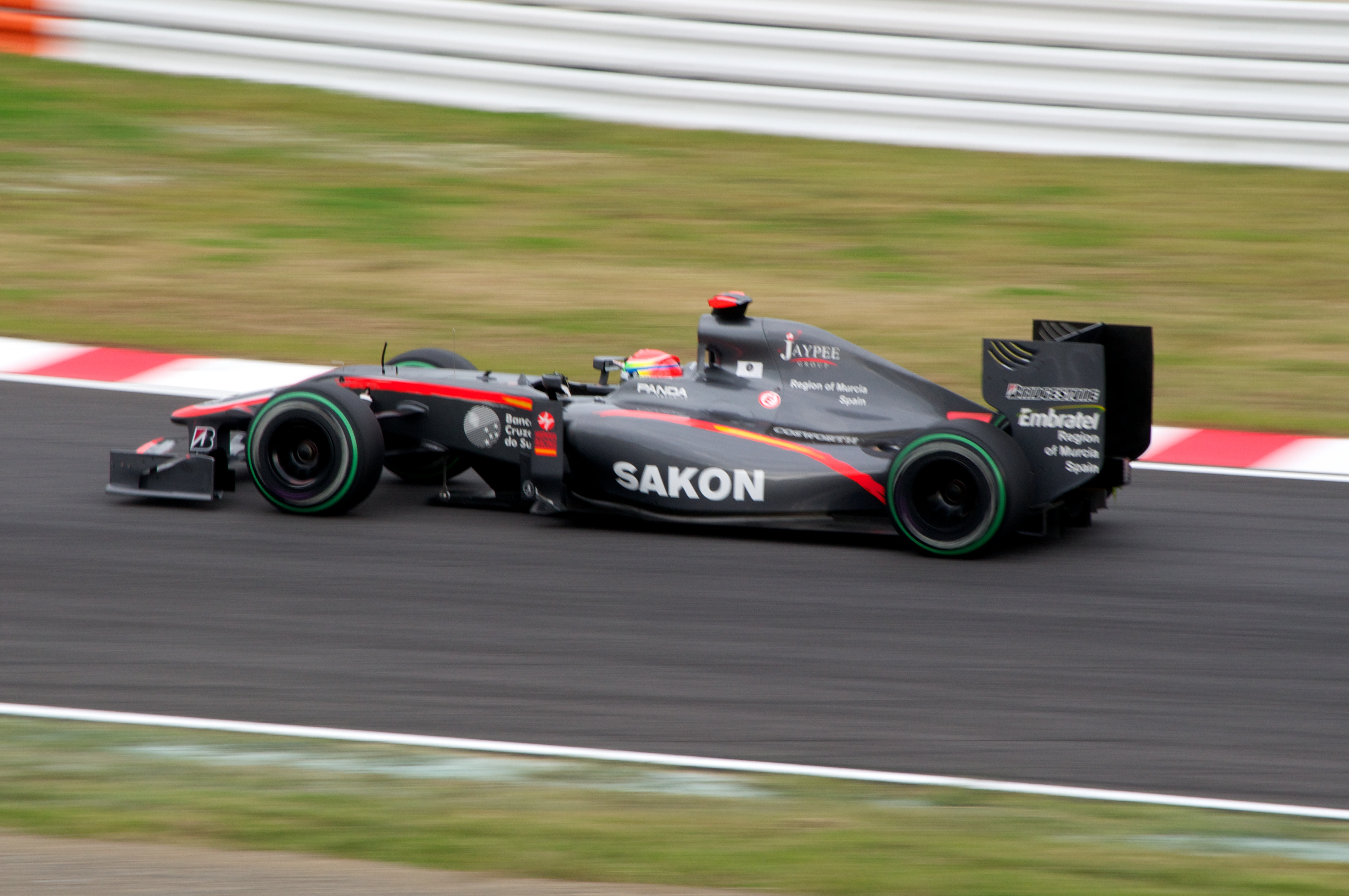
F1 Hispania F110 de Sakon Yamamoto (2010).

Dallara est devenu constructeur de Formule 1 en 1988, après avoir été mandaté par la jeune écurie italienne BMS-Scuderia Italia de Beppe Lucchini (en) pour la construction d'un châssis. L'association se soldera par des résultats assez moyens (un podium pour Andrea De Cesaris au GP du Canada 1989, un autre pour JJ Lehto au GP de Saint-Marin 1991) avant de prendre fin à l'issue de la saison 1992, la BMS-Scuderia Italia décidant de se tourner vers le constructeur britannique Lola.
En 1998, Dallara collabore avec Honda pour le retour en F1 du constructeur nippon. Un prototype est construit et porte le nom de Honda RA099. Mais le projet est abandonné au printemps 1999, à la suite du décès (crise cardiaque lors d'une séance d'essais à Barcelone) de l'ingénieur gallois Harvey Postlethwaite qui en était le directeur technique,. Honda deviendra partenaire de BAR.
Le nom Dallara fait sa réapparition dans les paddocks à la fin de la saison 2004, lorsque l'écurie russe Midland, sur le point de se lancer en F1, envisage de confier la conception de ses châssis au constructeur italien. Finalement, Midland rachète l'écurie Jordan et s'appuie sur le savoir-faire de l'écurie irlandaise pour se lancer en F1, Dallara n'intervenant qu'à titre de consultant technique.
En 2009, Hispania Racing F1 Team est choisie pour participer à la saison 2010. L'écurie décide de faire appel à Dallara pour la conception de sa monoplace,.
Le 26 mai 2010, Hispania Racing F1 Team annonce la fin de sa collaboration avec Dallara. Cette décision intervient à la suite des tensions qui règnent entre les deux parties depuis plusieurs mois : durant l'intersaison, HRT était en retard dans ses paiements pour le constructeur italien tandis que des critiques sont formulées à l’égard de la qualité du châssis depuis le début de saison.

### Formule E
Dallara est mandaté par Spark pour concevoir les châssis des première et deuxième générations du championnat de Formule E.

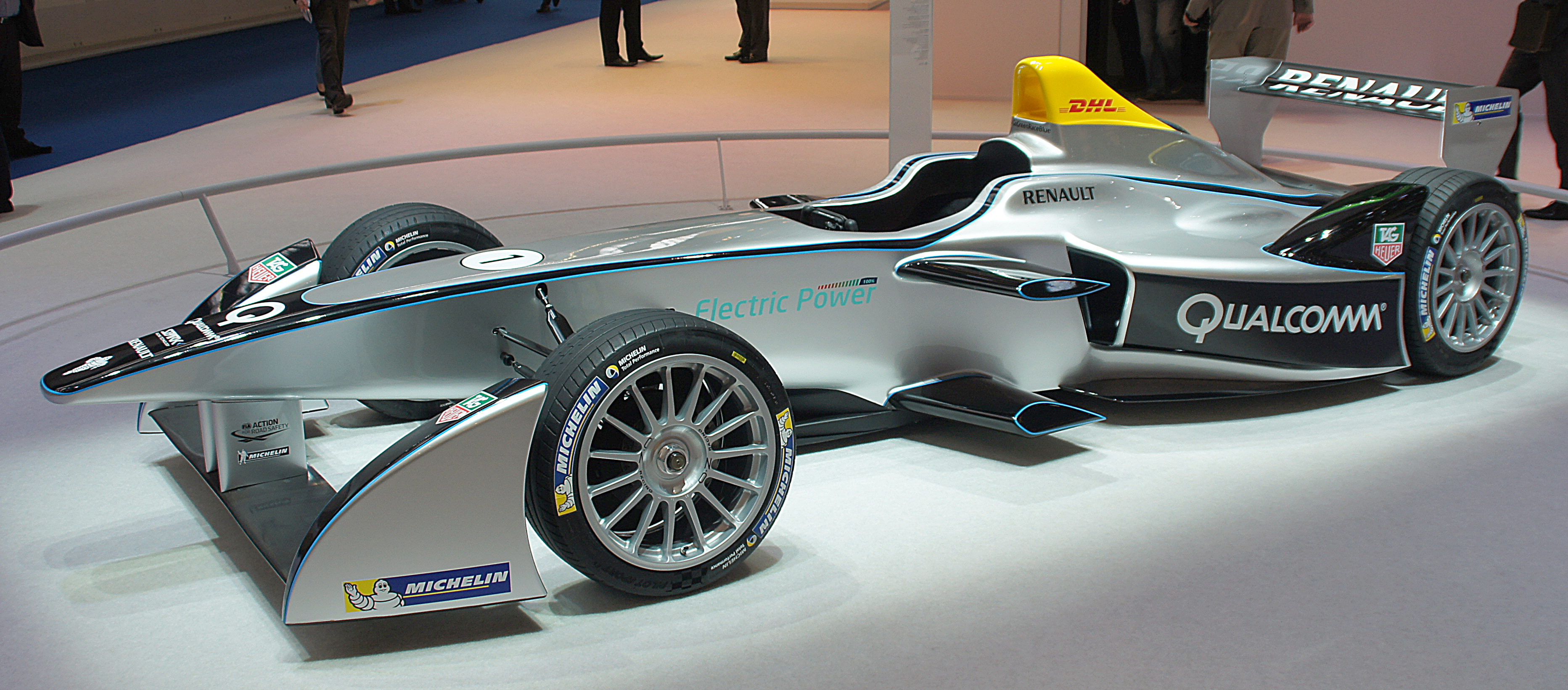
Une Spark-Renault SRT 01E (2014-2017).
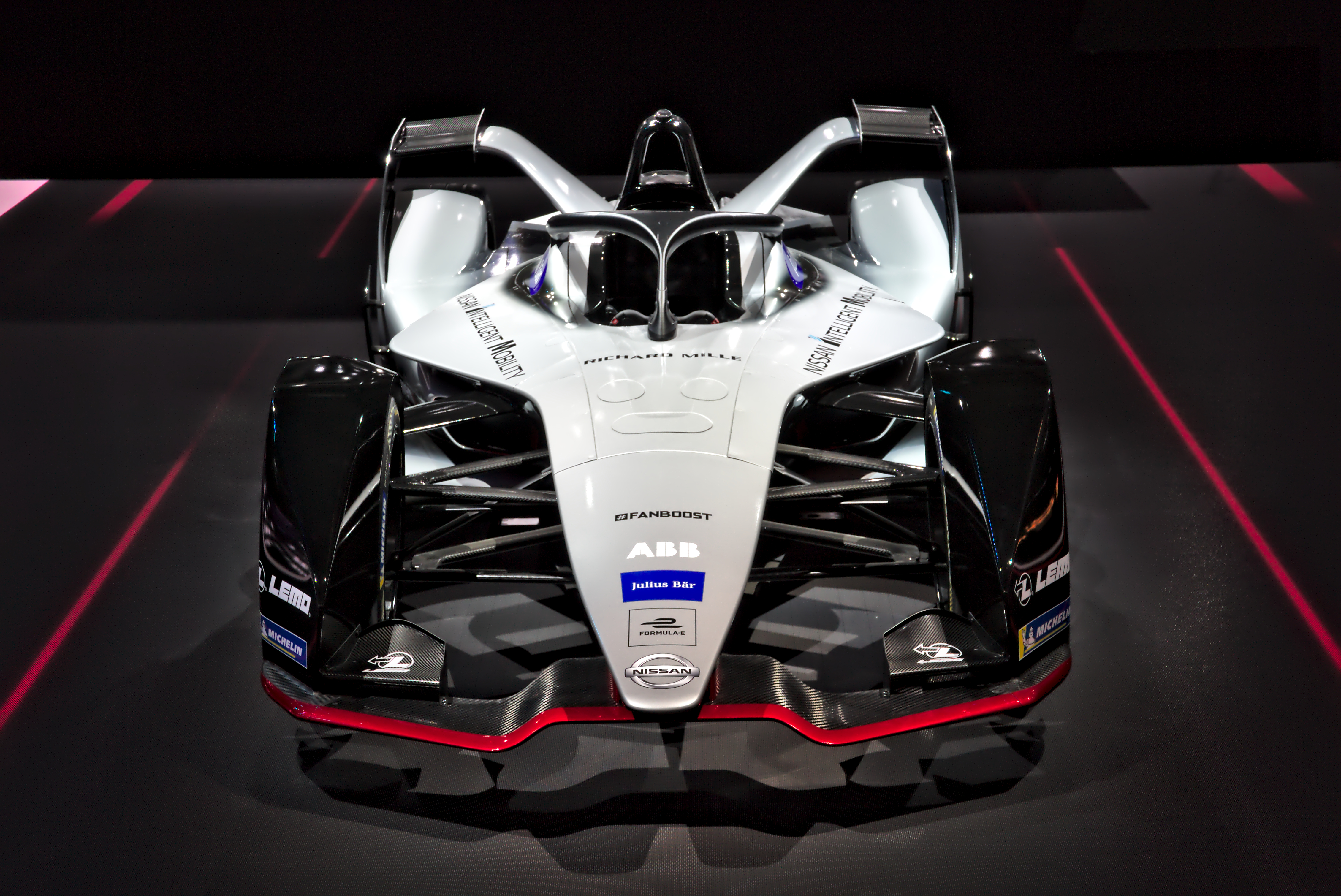
Une Spark SRT 05E (2018-2021).

### GP2 Series
Les GP2 Series se disputaient avec des châssis Dallara et un moteur plombé, Dallara fabriquait 25 monoplaces chaque année. En 2017, le championnat est remplacé par la Formule 2, dont les châssis sont tous également conçus et fabriqués par Dallara.

## Dallara Stradale

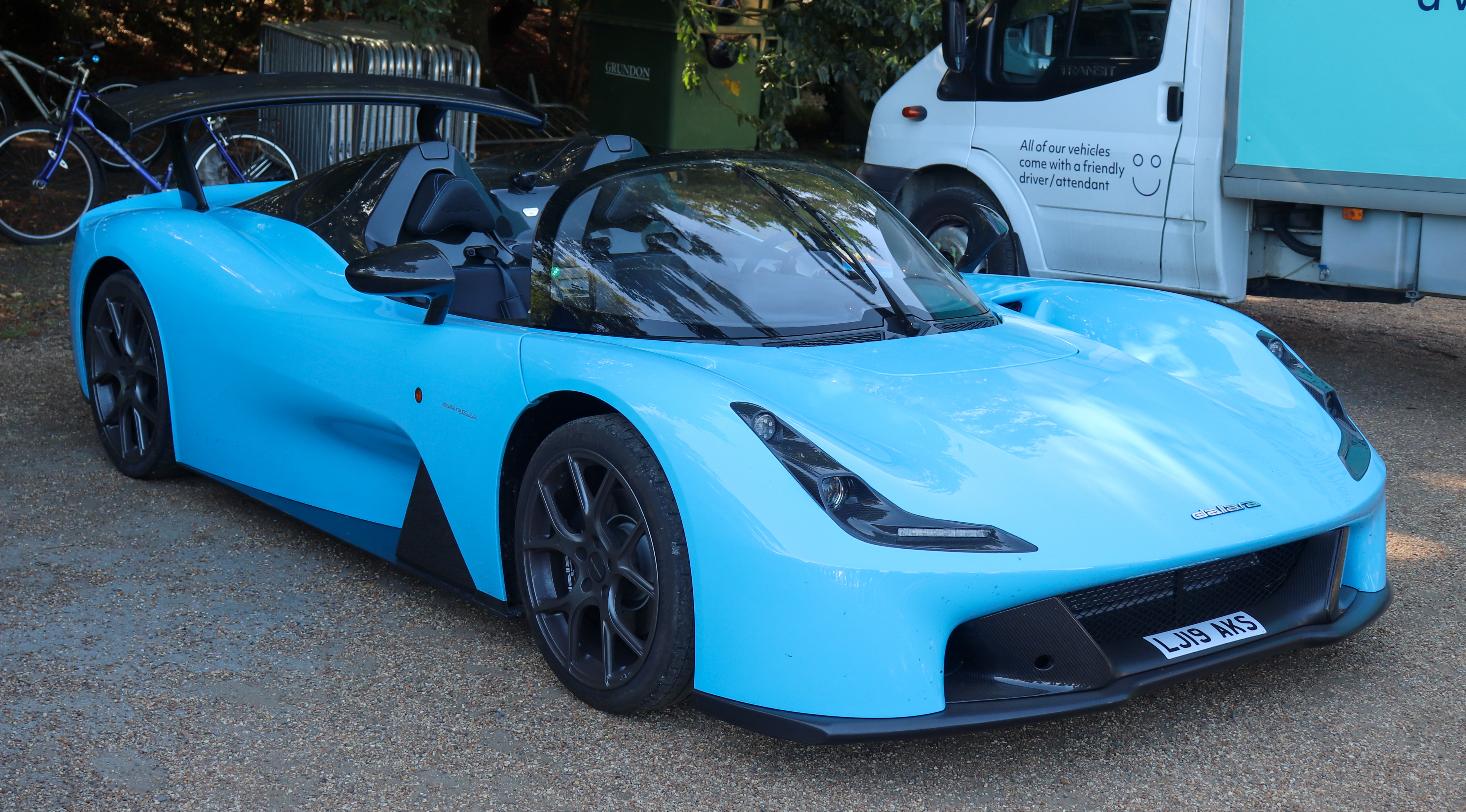
Une Dallara Stradale (2019).

La Dallara Stradale est une voiture de sport lancée en 2017. Dans sa forme de base la Stradale est une barquette sans portes convertible en spider et coupé après l'installation de pièces interchangeables. C'est la première voiture homologuée pour la route produite par la firme.